# König-Otto-Kapelle

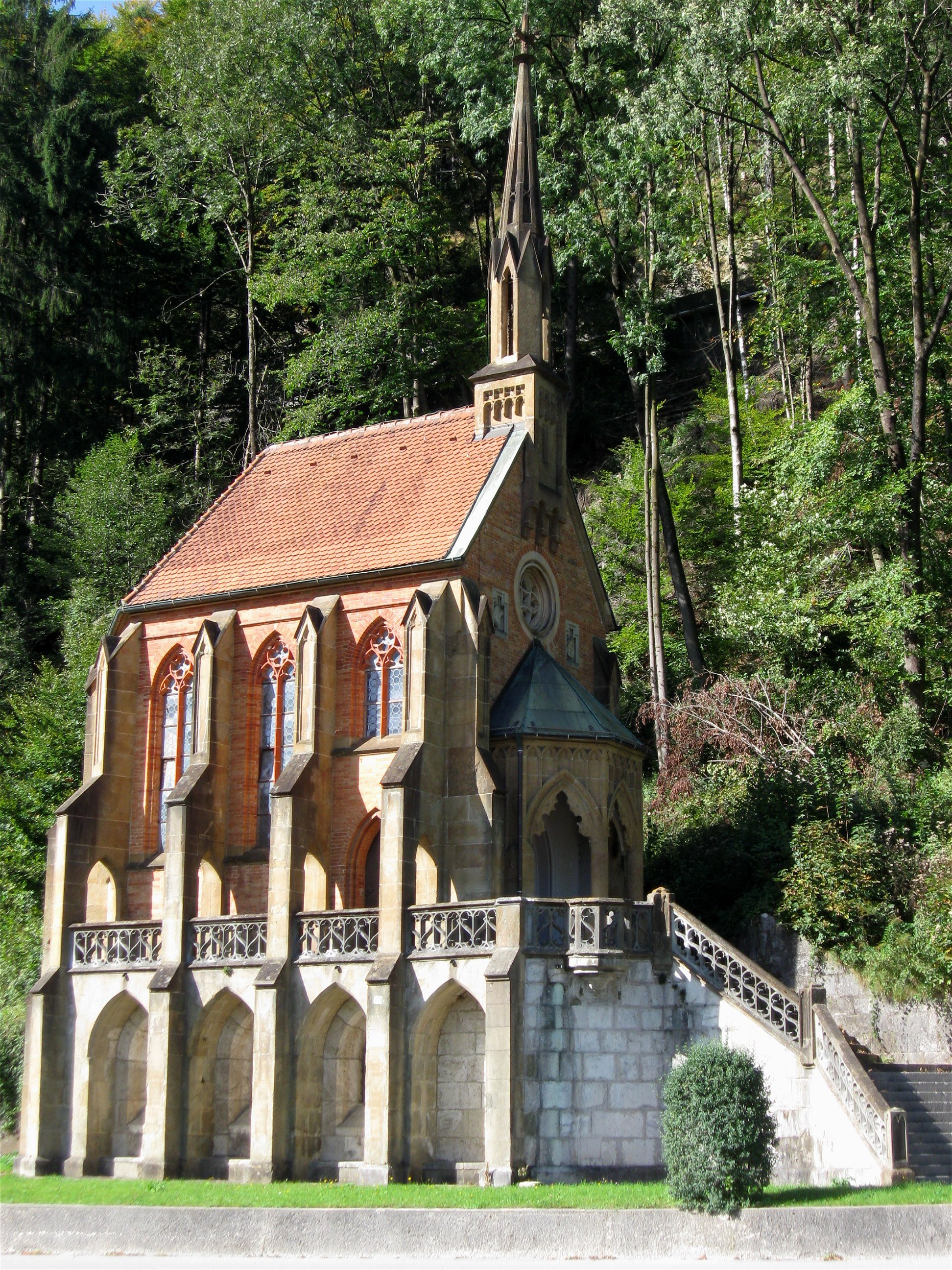
König-Otto-Kapelle in Kiefersfelden

Die König-Otto-Kapelle ist eine Kapelle in der oberbayerischen Gemeinde Kiefersfelden. Sie ist im Besitz des Freistaats Bayern und gehört zur Pfarrei Heilig Kreuz in Kiefersfelden. Das Bauwerk ist als Baudenkmal in die Bayerische Denkmalliste eingetragen.

## Geschichte
König Ludwig I. von Bayern gab den Bau im Jahr 1833 in Auftrag zur Erinnerung an die Ausreise seines zweitältesten, damals siebzehnjährigen Sohnes Otto im Dezember 1832 nach Griechenland, wo er ein halbes Jahr zuvor zum ersten griechischen König ernannt worden war.
Der Entwurf im neugotischen Stil – zu einer Zeit, als weithin noch der Klassizismus herrschte – stammt vom kgl. Zivil-Bauinspektor Joseph Daniel Ohlmüller. Ausgeführt wurde der Bau zwischen 1834 und 1836 vom Rosenheimer Baumeister Johann Karmann. Am 19. Juni 1836 erfolgte die Weihe.

## Beschreibung
Die Kapelle steht am südwestlichen Ortsrand von Kiefersfelden am Fuß des Thierbergs nahe der Stelle, wo die alte Inntalstraße Bayern – im 19. Jahrhundert das Königreich Bayern – verlässt. Die kleine dreijochige Saalkirche mit polygonalem Vorzeichen und Dachreiter steht erhöht auf einer oberirdischen Krypta und wird über eine Freitreppe erreicht. 
Das kirchliche Patrozinium der Kapelle ist St. Otto nach dem Namenspatron des Königssohns. Den Heiligen zeigt auch das Mittelbild des Altartriptychons, flankiert vom Namenspatron des Vaters – Ludwig der Heilige – und der Namenspatronin der Mutter Ottos – Theresa von Avila – als Fürbitter für den jungen Otto und seine Herrschaftsausübung in Griechenland.

## Zustand der König-Otto-Kapelle in neuerer Zeit
Der Turm und das Dach der Kapelle wurden 2013, nach einem durch einen Erdrutsch ausgelösten Baumsturz, der das Bauwerk massiv beschädigte, denkmalgerecht saniert.
Durch die Lage der Kapelle direkt am Hang sind witterungsbedingt erhebliche Schäden wie Verformungen, Absenkungen und Ausspülungen des Fugenmörtels am Bauwerk entstanden. Untersuchungen führten deshalb 2023 zu dem Schluss, dass eine umfangreiche Mauerwerksinstandsetzung erforderlich ist. Außerdem soll im Rahmen der Sanierung ein Entwässerungs- und Abdichtungskonzept erstellt werden. Da aufgrund der Schäden befürchtet wird, dass Brüstungs- und Mauerteile herabfallen könnten, wurde der Zutritt gesperrt. Anlässlich einer Andacht Ende September 2024 in der König-Otto-Kapelle gab Kiefersfeldens Bürgermeister Hajo Gruber bekannt, dass sich die Gemeinde darum bemühe, „dass der Freistaat die Kapelle so herrichtet, dass sie wieder dauerhaft zugänglich ist.“ Von Seiten des Freistaats gebe es aber bisher keine Aussagen zu verbindlichen Terminen bezüglich der Sanierungsarbeiten. Seit dem 1. Oktober 2024 ist die Kapelle wieder für den Besucherverkehr geschlossen.